# Sonate K. 124
La sonate K. 124 (F.83/L.232) en sol majeur est une œuvre pour clavier du compositeur italien Domenico Scarlatti.

## Présentation
La volubile sonate K. 124 (couplée avec la sonate K. 125 dans les manuscrits de Venise et Parme) fait partie des œuvres que Kirkpatrick rassemble sous le terme de « période flamboyante », qui comprend notamment les sonates K. 43 à 57, K. 96, 115 et 116, etc. Les caractéristiques de ce groupe présentent une forme très dynamique et une grande « richesse intérieure ». 
L'écriture de clavier est superbe et fait se succéder de beaux motifs flamencos sur des accords en ostinatos évoquant la guitare, interrompus d'un déferlement d'arpèges,. La copie de Lisbonne comporte de nombreux ornements supplémentaires.
La sonate contient des effets inattendus, notamment une modulation abrupte en fa mineur (mesure 83), après un silence d'une mesure.

## Manuscrits

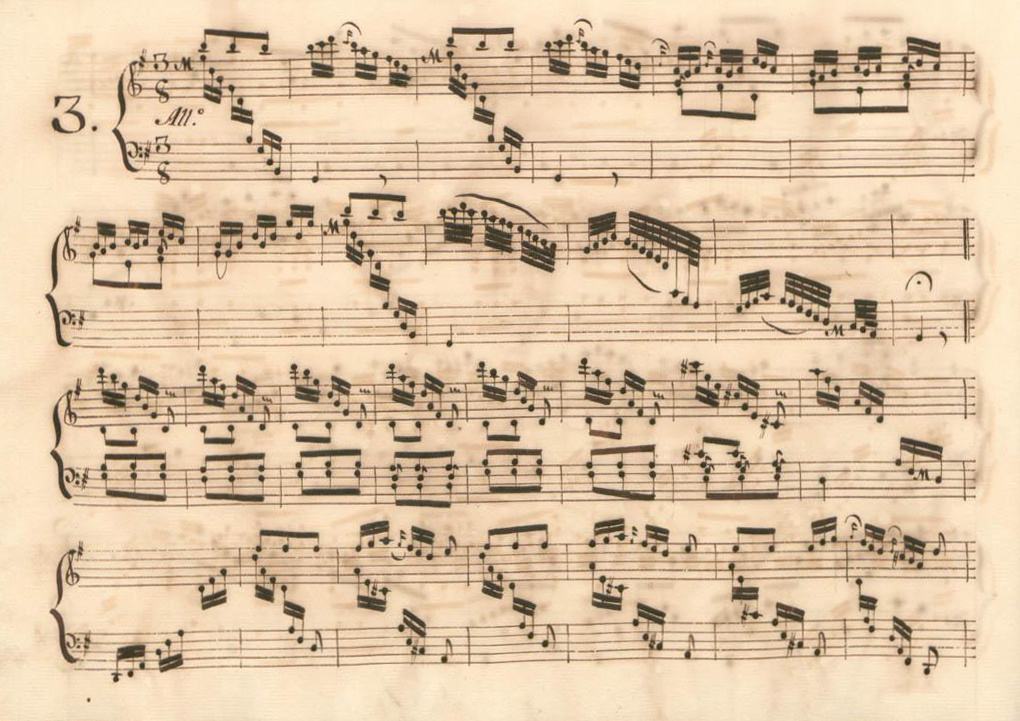
Début de la sonate, extraite du volume II du manuscrit de Parme.

Les manuscrits principaux sont le numéro 27 du volume XV de Venise (1749), copié pour Maria Barbara et Parme II 3 ; les autres copies sont Münster V 27. À Vienne G 17 (VII 28011 G) (sans la sonate K. 125) et Q 15114. À Saragosse la source 3, fos 1v-3r s'ouvre avec cette sonate. Elle figure également dans une copie à Cambridge, Fitzwilliam ms. 32 F 13 (no 16).

## Interprètes
Les grands interprètes au piano de la sonate K. 124 sont Christian Zacharias (1981), Maria Tipo (1987) et Zhu Xiao-Mei (1994).
Au clavecin, elle est enregistrée par Wanda Landowska (1934), Blandine Verlet (1975) sur un clavecin H. Hemsch 1754, Colin Tilney (1979) sur un très beau clavecin Vincenzio Sodi de 1782, Trevor Pinnock (CRD, 1981), Scott Ross (Erato, 1985), Virginia Black (1986, EMI), Christophe Rousset (1997, Decca) sur un clavecin portugais de Joachim José Antunès de 1785, Kenneth Weiss (2001, Satirino), Pierre Hantaï (2017, Mirare) et bien d'autres, notamment le claveciniste brésilien Cristiano Holtz (2016, Hortus).

## Sources
: document utilisé comme source pour la rédaction de cet article.
- Ralph Kirkpatrick (trad. de l'anglais par Dennis Collins), Domenico Scarlatti, Paris, Lattès, coll. « Musique et Musiciens », 1982 (1re éd. 1953 (en)), 493 p. (OCLC 954954205, BNF 34689181).
- Alain de Chambure, « Domenico Scarlatti : Intégrale des sonates — Scott Ross », p. 186, Erato (2564-62092-2), 1985 (OCLC 891183737) .
- Roland de Candé, Les chefs-d'œuvre classiques de la musique, Paris, Seuil, 2000, 802 p. (OCLC 46473027, BNF 37105991), p. 611.
- (en) W. Dean Sutcliffe, The Keyboard Sonatas of Domenico Scarlatti and Eighteenth-Century Musical Style, Cambridge / New York, Cambridge University Press, 2008, xi-400 (ISBN 978-0-521-07122-2, OCLC 1005658462, BNF 42017486).
- (es) Celestino Yáñez Navarro (thèse), Nuevas aportaciones para el estudio de las sonatas de Domenico Scarlatti. Los manuscritos del Archivo de Música de las Catedrales de Zaragoza, Université autonome de Barcelone, 2016 (lire en ligne)